# 22856 Стівенцейхер
22856 Стівенцейхер (22856 Stevenzeiher) — астероїд головного поясу, відкритий 9 вересня 1999 року.
Тіссеранів параметр щодо Юпітера — 3,435.